# Frères Jardot
Les  frères Jardot sont une fratrie de cinq soldats français de la Première Guerre mondiale, tous tués entre septembre 1914 et juin 1915 et déclarés morts pour la France, dont quatre tués à l'ennemi. Ils sont l'une des trois fratries françaises ayant officiellement eu cinq tués durant le conflit. Toutefois, beaucoup de membres de familles nombreuses ont dû être mobilisés et il est probable que le nombre de ces grandes familles décimées soit plus important. Au moins une fratrie française a compté six tués : les frères Ruellan.

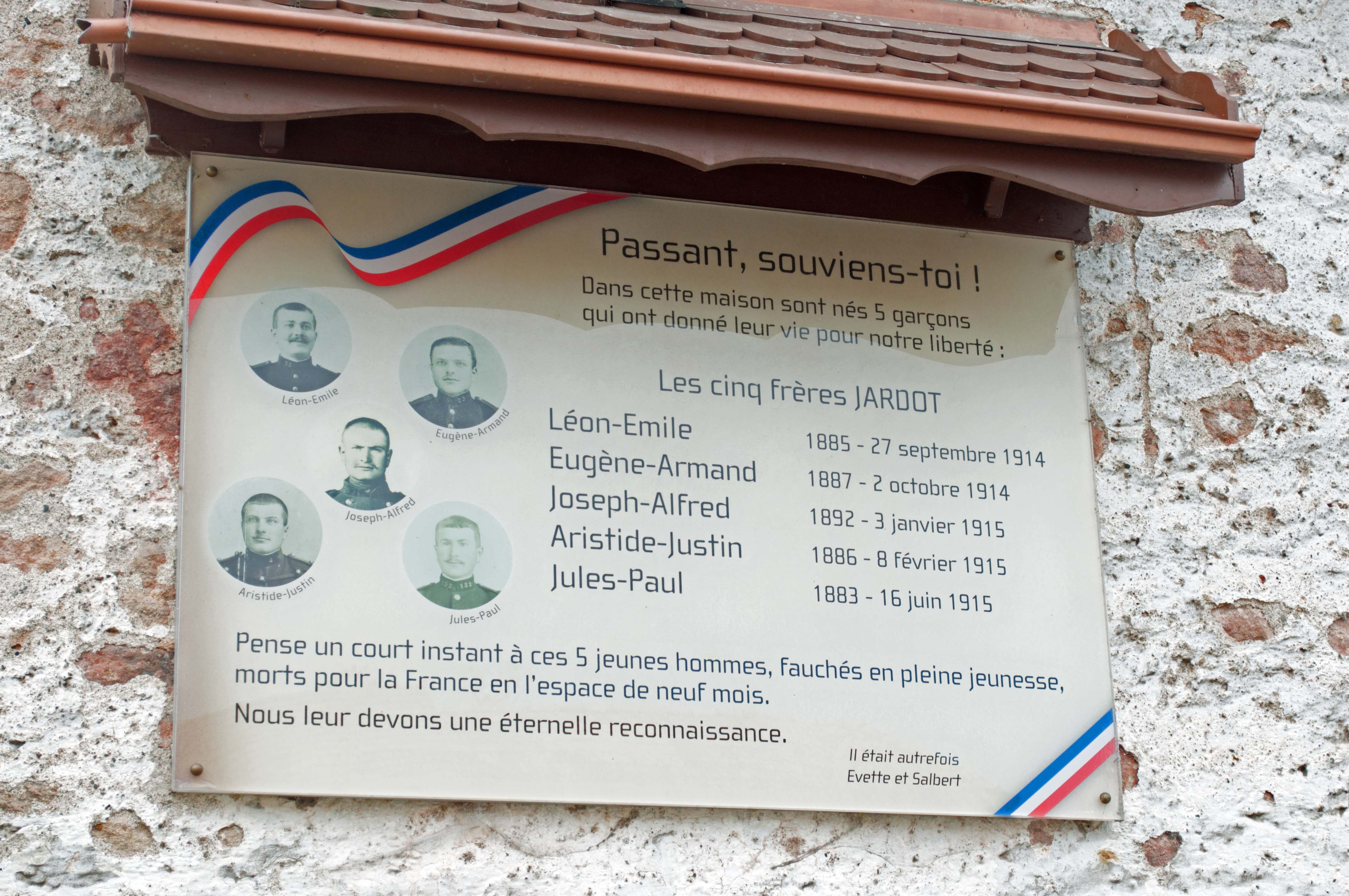
Plaque commémorative apposée sur la maison natale des frères Jardot

## Lieu de naissance
La fratrie est née dans l'actuelle commune d'Évette-Salbert, située dans le Territoire de Belfort (aujourd'hui en région Bourgogne-Franche-Comté). Cette commune est issue de la fusion en 1972 des deux communes antérieures, Évette et Salbert. Les frères étaient tous natifs d'Évette. En outre, à l'époque où ils vécurent, le département du Territoire de Belfort n'existait pas encore : il n'était qu'un territoire spécial, issu de l'annexion par l'Empire allemand du département du Haut-Rhin dont il constituait la seule partie restée française. Il en résulte une certaine confusion dans les fiches individuelles des cinq frères rédigées par l'administration des anciens combattants après-guerre, certaines étant rattachées au Haut-Rhin, d'autres au Territoire de Belfort.
La maison familiale existe toujours à Évette-Salbert, et une plaque commémorative y est apposée, rappelant le destin de la fratrie.

## Les cinq frères
Les cinq frères étaient en réalité six à être mobilisés : Aimé (1881-1927), l'aîné et unique survivant de la fratrie, fut retiré du front après le décès de ses frères. C'est l'instituteur du village qui intercéda auprès des autorités pour que le dernier frère soit épargné.  En juillet 1915, le caporal Aimé Jardot est ramené à l’arrière peu avant l’attaque de Champagne de l’automne 1915.  En 1916, il est détaché dans une usine à Issy puis à Belfort comme ouvrier d’armement sous statut militaire. Il est ensuite affecté au 35e RI au fort du Salbert à quelques centaines de mètres de son village familial.

### Léon Émile
Né le 16 avril 1885, Léon fut le premier tué de la fratrie. Soldat de 2e classe au 171e régiment d'infanterie, sous le matricule 09111, il a été tué à l'ennemi le 27 septembre 1914, à Apremont dans la Meuse, dans les âpres combats du saillant de Saint-Mihiel.
Un de ses frères, Joseph, était également 2e classe au 171e RI, et est tombé au même endroit, quelques mois plus tard, de même qu'un second, Armand, tombé au Bois d'Ailly, toujours dans le secteur d'Apremont, mais dans un autre régiment.
Léon appartenait à la classe 1905.

### Armand Eugène
Né le 23 septembre 1887, Armand appartenait à la classe 1907. Soldat de 2e classe au 172e régiment d'infanterie, sous le matricule 012199, il est tué à l'ennemi le 2 octobre 1914, au bois d'Ailly, dans la Meuse. Le bois d'Ailly fait partie de la forêt d'Apremont où furent tués deux autres frères, Léon et Joseph.
Sur la plaque commémorative apposée sur la maison familiale, son nom est noté "Eugène Armand".

### Joseph Alfred
Né le 15 août 1892, il est tué à l'ennemi le 13 janvier 1915. Tout comme son frère aîné Léon, et comme lui 2e classe, il appartenait au 171e RI, sous le matricule 1549, et est également tombé dans la forêt d'Apremont, dans la Meuse.
Relevant de la classe 1912, il est le plus jeune tué de la fratrie, mort à 22 ans.
La plaque commémorative apposée sur la maison familiale indique qu'il a été tué le 3 janvier et non le 13.

### Aristide Justin
Aristide est né le 8 août 1886, et est le seul frère à ne pas avoir été fantassin et à ne pas avoir été tué à l'ennemi. Il était soldat au 47e régiment d'artillerie, sous le matricule 015546, et est mort pendant l'incendie de son cantonnement, à Hors (Berny-Rivière), dans l'Aisne, le 8 février 1915.
Il appartenait à la classe 1906.

### Paul Jules
Dernier tué de la fratrie, Paul était né le 16 novembre 1883. Appartenant à la classe 1903, il était ainsi le plus âgé des cinq frères, mort à 31 ans.
Il était aussi le seul à être monté en grade, avec celui de caporal, au 42e régiment d'infanterie, sous le matricule 0179.
Il fut tué à l'ennemi le 16 juin 1915, à Moulin-sous-Touvent, dans le secteur de Quennevières, dans l'Oise.

## Mémoire
Le souvenir de la fratrie est entretenu par une association locale grâce au panneau commémoratif apposé sur la maison familiale, qui rappelle la date du décès de chaque frère, et en présente le portrait photographique. La rue desservant la maison s'appelle rue des cinq frères Jardot.
En outre, il existe à Belfort une autre rue des cinq frères Jardot.

## Le patronyme Jardot dans la guerre
Le patronyme Jardot est commun dans la région de Belfort, et les onze tués de la Grande Guerre inscrits sous ce nom dans la base de données de Mémoire des Hommes sont tous originaires des environs, dont neuf du Territoire de Belfort (tous de l'actuelle commune d'Évette-Salbert, dont les cinq frères), et deux des départements voisins de la Haute-Saône et du Doubs.
Pendant la Seconde Guerre mondiale, deux autres Jardot figurent également parmi les tués, tous deux originaires du Territoire de Belfort, dont l'un d'Évette-Salbert.

## Autres fratries décimées par la Première Guerre mondiale
Outre la famille Ruellan avec ses six tués et un gazé, plusieurs autres familles nombreuses ont ainsi été décimées:
- Les de l'Estang du Rusquec de Treflevenez (Finistère) ont perdu cinq fils.
- Les Rovin de Roubaix ont perdu cinq fils.
- Les Falcon de Longevialle  aux  Côtes-d'Arey (Isère) en ont perdu cinq également.
- Au moins dix autres fratries ont perdu quatre membres, dont les fils de Paul Doumer qui fut président de la République, les frères Sauvée de Cintré en Ille-et-Vilaine[18], les frères Bonnamy de La Saulx dans la Meuse[19].